# Van Heemstra

Geslachtswapen (1814 en 1826)

Van Heemstra is een Friese adellijke familie. Stamvader van het geslacht is Taecke Obbema Heemstra, in 1492 vermeld onder de stemmen van Oostergo. De leden van de familie waren militairen, bestuurders en politici. In 1814 werden leden van het geslacht als edelen van Friesland erkend waarmee zij en hun nageslacht gingen behoren tot de Nederlandse adel met het predicaat jonkheer; in 1826 werd voor de leden van het geslacht de titel van baron of barones op allen erkend.
Telgen uit het geslacht waren generaties lang eigenaar en bewoner van Heemstrastate te Oenkerk en van Fogelsanghstate in Veenklooster.

## Enkele telgen
- Feije van Heemstra (1630-1690), commandeur van Ravenstein, Breda en Emden
  - Schelto van Heemstra (1665-1733)[1], burgemeester van Bolsward, gedeputeerde
    - Willem Hendrik van Heemstra (1696-1775), dijkgraaf en grietman van Kollumerland; zijn broer Georg Sigismund van Hiemstra (1699-1782) was burgemeester van Bolsward, van 1733 tot 1748,[2] en van 1756[3] tot en met 1769, en mogelijk tussentijds enkel vroedsman.[bron?]
      - Schelto van Heemstra (1738-1803), woonde in Oenkerk; in 1770 benoemd, kwam hij als oranjegezinde burgemeester van Bolsward tijdens de Patriottentijd in de problemen; in 1783 niet herbenoemd; kon zijn functie vanaf 1784 als burgemeester voortzetten tot 1795; toen vluchtte hij naar Emden met zijn zoon
        - Jhr. Cornelis Scheltinga van Heemstra (1767-1820), maire van Oenkerk, lid van Provinciale Staten van Friesland; trouwde in 1795 met Anna Agatha Geertruida van Sixma (1777-1855), waarna nageslacht de naam Sixma van Heemstra ging voeren
          - Mr. Age Tjepke Ruurd Sixma baron van Heemstra (1801-1862), grietman en burgemeester, lid van Provinciale Staten van Friesland
            - Mr. Cornelis Schelte Sixma baron van Heemstra (1826-1859), burgemeester van Franeker, lid van Provinciale Staten van Friesland
            - Mr. Daniel Adriaan Sixma baron van Heemstra 1830-1859), burgemeester van Oldekerk
            - Mr. Henri Denis François Sixma baron van Heemstra (1837-1900)
              - Mr. Hector Livius Sixma baron van Heemstra (1877-1933), burgemeester van Doniawerstal
              - Cornelis Schelto Sixma baron van Heemstra (1879-1942), officier en hofdienaar
                - Dr. Feyo Schelto Sixma baron van Heemstra (1916-1999), vertaler en schrijver onder de naam Homme Eernstma
                - Hector Livius Sixma baron van Heemstra (1921-2001), burgemeester

        - Willem Hendrik baron van Heemstra (1779-1826), grietman van Kollumerland en Nieuwkruisland, Tweede Kamerlid
          - Schelto baron van Heemstra (1807-1864), commissaris van de Koning, minister-president, Tweede Kamerlid
          - Balthazar Theodorus baron van Heemstra (1809-1870), advocaat en genealoog.[4]
            - Willem Hendrik Feije baron van Heemstra (1842-1920), burgemeester van Deventer en Harlingen, lid van de Provinciale Staten van Overijssel
            - Vitus Valerius Ruurdericus Carolus Radboud baron van Heemstra (1854-1920), burgemeester

          - Frans Julius Johan baron van Heemstra (1811-1878), Tweede Kamerlid
            - Willem Hendrik Johan baron van Heemstra (1841-1909), burgemeester van Jutphaas, Vreeland, Nigtevecht, Driebergen en Rijsenburg
              - Hendrik Philip Jacob baron van Heemstra (1867-1931), burgemeester van Harmelen en De Bilt
              - Aarnoud Jan Anne Aleid baron van Heemstra (1871-1957), burgemeester van Arnhem en Gouverneur van Suriname
                - Ella barones van Heemstra (1900-1984)
                  - Audrey Kathleen van Heemstra Hepburn-Ruston (1929-1993) Brits-Nederlandse actrice, bekend als Audrey Hepburn

            - Schelto baron van Heemstra (1842-1911), burgemeester van Hillegom, burgemeester van Sassenheim en Tweede Kamerlid.
              - Mr. Schelto baron van Heemstra (1879-1960), commissaris van de Koningin van Gelderland
                - Mr. Schelto baron van Heemstra (1912-1990), ambassadeur
                  - Mr. Schelte baron van Heemstra (1941-2023), Nederlands ambassadeur
                  - André René baron van Heemstra (1946) werd in 1965, tijdens zijn ontgroening bij het Tres, slachtoffer van de roetkap, maar overleefde
                    - Alwine barones van Heemstra (1969), documentairemaakster; was getrouwd met Berend Strik (1960), beeldend kunstenaar

                - Mr. Jan Matthieu Henri baron van Heemstra (1916-1959), burgemeester van Ferwerderadeel

              - Jacob Diederik Gregorius baron van Heemstra (1881-1956)
                - Elisabeth Cornelia barones van Heemstra (1913-1990); was getrouwd met Joseph Luns (1911-2002), politicus en diplomaat

              - Ir. Theodore Willem Lodewijk baron van Heemstra (1883-1945), hoofdingenieur Nederlandse Spoorwegen, verzetsstrijder, gefusilleerd
                - Mr. Theodore Willem Lodewijk baron van Heemstra (1918-2010), secretaris Raad kinderbescherming te Utrecht
                  - Diederik Jan Maurits baron van Heemstra (1950), kinderarts
                    - Marjolijn barones van Heemstra (1981), dichteres, theatermaker, columniste, schrijfster

            - Philip Jacob baron van Heemstra (1845-1926), burgemeester van Hattem

          - Simeon Petrus van Heemstra (1816-1896), advocaat